# مارکوس وینیسیوس دوس سانتوس روسا
مارکوس وینیسیوس دوس سانتوس روسا (به پرتغالی: Marcos Vinicius dos Santos Rosa) مدافع اهل برزیل است که در شهر Lambari, Minas Gerais و در تاریخ ۱۳ سپتامبر ۱۹۸۸ به دنیا آمده‌است.
مارکوس وینیسیوس دوس سانتوس روسا در تیم‌های فوتبال  Primeira Camisa سابقهٔ حضور دارد.